# 富士原和宏
富士原 和宏（ふじわら かずひろ、1961年 - ）は、日本の農学者。東京大学大学院農学生命科学研究科教授。日本農業気象学会会長。

## 人物・経歴
宮城県生まれ。1984年千葉大学園芸学部園芸学科卒業。1986年千葉大学大学院園芸学研究科園芸学専攻修了、農学修士。1989年千葉大学大学院自然科学研究科生産科学専攻修了、学術博士、ニュージーランド国立森林研究所客員研究員、日本学術振興会特別研究員。1990年国際協力機構短期派遣専門家（カセサート大学）。1991年千葉大学園芸学部助手。1995年千葉大学大学院自然科学研究科助教授。1998年東京大学大学院農学生命科学研究科助教授。2011年東京大学大学院農学生命科学研究科教授。2021年日本農業気象学会副会長。2023年日本農業気象学会会長。

## 受賞
- 日本農業気象学会学会賞（学術賞） 1998[2]
- 日本生物環境調節学会学術賞 2004[2]
- 日本オゾン協会論文奨励賞 2010[2]
- Best Paper Award The 3rd Lighting Symposium of China, Japan and Korea 2010[2]
- Best Paper Award The 5th Lighting Conference of China, Japan and Korea 2012[2]
- Outstanding Paper Award Storage of grafted-tomato seedling under low-light conditions with light-emitting diodes and an electroluminescent sheet. Korean Society for Horticultural Science 2016[2]
- 日本農業気象学会フェロー 2017[2]
- 日本農業工学会 2018[2]
- 日本農業気象学会論文賞 2021[2]